# Дедолларизация
Дедоллариза́ция — процесс замещения доллара США в межнациональных расчётах, активно происходящий в XXI веке. Дедолларизация обратна процессу долларизации, происходившему в течение XX века (до доллара основной мировой резервной валютой был фунт стерлингов, смена лидерства заняла около 50 лет — с Первой мировой войны до второй половины 1960-х годов).
Так, в марте 2009, в условиях глобального экономического кризиса, Китай и Россия стали поднимать вопрос о срочном пересмотре роли мировой валюты. Группа экспертов ООН предложила вместо доллара США в качестве мировых денег и основной резервной валюты использовать специальные права заимствования (SDR), которые являются инструментом МВФ. Определённый шаг в направлении создания мировой валюты сделан в 2009 году, когда на регулярной основе стала рассчитываться корзиночная валюта Wocu на базе валют стран «большой двадцатки». В 2010-х, в условиях экономических санкций и давления США, процесс продолжился, ускорившись в 2020-х.

## В мире
В 2019 году Саудовская Аравия пригрозила США отказаться от продажи своей нефти за доллары, если Вашингтон примет законопроект, позволяющий американским властям подавать антимонопольные иски к членам ОПЕК. В 2023 году министр финансов Саудовской Аравии Мохаммед Аль-Джадаан заявил, что страна открыта для торговли в валютах помимо доллара США (это произошло впервые за 48 лет).
Американские санкции и агрессивное поведение Белого дома, который готов наносить серьёзный ущерб своим союзникам ради собственных коммерческих и идеологических интересов, стимулируют ответные действия по всему миру: так, возможно создание неуязвимой для американских ограничений системы «золотых платежей», к которой могут присоединиться Турция, Катар, Малайзия и Иран (вопрос рассматривался на встрече лидеров ведущих мусульманских стран на конференции в Куала-Лумпуре).
К концу 2010-х мировые расчеты в долларах упали с 50 до 44 %. За последние 20 лет, по данным Банка международных расчётов, доля американской валюты в мировых резервах сократилась с 70 до 60 %. 

2020—2021: по мере роста числа случаев заражения COVID-19, спрос на доллар как резервную валюту может резко упасть из-за второй волны пандемии, которая началась осенью 2020, и доллар может лишиться статуса валюты-убежища, считает эксперт Deutsche Bank. В 2020 году евро стал наиболее используемой валютой для глобальных платежей, впервые с февраля 2013 года обогнав доллар по популярности в международных расчётах — страны, против которых США активно вводили экономические санкции, снижали долю доллара в торговых межгосударственных расчётах, это ослабило лидерство доллара в мировой экономике; в первую очередь это касается расчётов России, Ирана и Венесуэлы с торговыми партнёрами из Европы, Америки и Азии — вместо доллара все чаще используется евро, юань, а в странах ЕАЭС, БРИКС — рубль и местные валюты.
В 2021 году Сальвадор стал первой страной мира, где наравне с долларом США в качестве национальной валюты (собственной валюты Сальвадор не имеет) будет использоваться и биткойн.
В 2022 году 75 % расчётов в странах ЕАЭС проходят в национальных валютах, подобный рост стал следствием многолетнего тренда, который ускорился из-за санкций.
В октябре Центробанк Египта заявил, что разрабатывает индекс египетского фунта, чтобы отказаться от привязки национальной валюты к доллару США.
По данным Международного валютного фонда (МВФ), доля доллара в официальных валютных резервах с учётом изменения обменного курса упала в последнем квартале 2022 года до 47 %.
В начале 2023 года президенты Аргентины и Бразилии договорились идти к созданию общей валюты под названием sur (сура, рус. «юг»), в совместной статье в газете Perfil они заявили, что использовать её планируется «и для финансовых, и для торговых потоков, сокращая операционные расходы и нашу внешнюю уязвимость». Кения, импортирующая подавляющую долю энергоносителей из таких стран, как Саудовская Аравия и ОАЭ, и платящая за него в долларах, в марте 2023 подписала соглашение с Саудовской Аравией о покупке нефти за кенийские шиллинги вместо долларов. Также, 9 апреля 2023 Саудовская Аравия и ОАЭ отказались от телефонных переговоров с президентом США Джо Байденом.
1 апреля 2023 Министерство иностранных дел Индии объявило, что торговля между Индией и Малайзией будет вестись в рупиях, а не в долларах.
«Торговля между Индией и Малайзией теперь может быть урегулирована в индийской рупии (INR) в дополнение к текущим способам расчетов в других валютах. Это следует за решением Резервного банка Индии в июле 2022 года разрешить урегулирование международной торговли в индийской рупии (INR). Эта инициатива RBI направлена на содействие росту мировой торговли и на поддержку интересов мирового торгового сообщества в индийских рупиях», — объявило Министерство иностранных дел Индии.
Также заявлено, что страны АСЕАН планируют переход к расчетам в местной валюте. Так, с 9 апреля 2023 ведутся переговоры между Индонезией и ЕАЭС о свободной торговле.
Всё больше стран переходят в торговле на юани, чтобы снизить риски, связанные с долларом, констатирует агентство Reuters в 2023 году. Рейтер сообщило о том, что в четвёртом квартале 2022 года количество долларов в официальных мировых резервах сократилось до 58 % и находится на уровне 1995 года; генеральный директор Eurizon SLJ Capital Limited Стивен Джен заявил, что это было реакцией целого ряда стран, таких как Саудовская Аравия, Китай, Индия и Турция на замораживание золотовалютных резервов Российской Федерации после начала боевых действий на Украине — государства решили диверсифицировать свои валютные резервы за счёт иных валют.
Стратег BNY Mellon Джеффри сообщил, что после ситуации прошедшей с заморозкой активов России государства стали задаваться вопросом: «Что, если вы попадете не на ту сторону санкций?». В результате меняется картина расчётов в мировой торговле и соотношений в резервах. Китай в юанях приобрёл российские нефть, уголь и металлы на общую сумму 88 млрд долларов, Индия покупает нефть из РФ в рублях и дирхамах Объединённых Арабских Эмиратов. По мнению Марка Тинкера, управляющего директора Toscafund Hong Kong, данные процессы идут полным ходом и в мировой системе доллар будет использоваться все меньше.
Агентство Bloomberg констатировало рост негативной реакции на гегемонию доллара. В качестве примеров приводятся соглашение Бразилии и Китая о расчётах в своих валютах; Индии и Малайзии — об увеличении доли рупии в торговле между странами; начало проведения операций в юанях со стороны Франции. Причины дедолларизации у разных государств, по мнению издания, схожи: использование долларов для продвижения внешнеполитических приоритетов Америки, и наказание тех, кто этому сопротивляется; наиболее заметно это проявилось в ситуации с Россией, для остальных же стран беспрецедентное давление на РФ стало серьёзным напоминанием об их собственной зависимости от доллара, независимо от того, как они относятся к войне на Украине. Власти США столкнулись с тем, что, используя доллар как оружие в геополитических битвах, они рискуют не только подорвать доминирующее положение доллара в экономике, но и, в итоге, разрушить собственную способность влиять на мировые процессы. По мнению директора бакалавриата факультета политологии Сиракузского университета Дэниэла Макдауэлл, нынешние даже незначительные изменения, возможно не свергнут доллар с престола, но могут уменьшить экономическую мощь США. Джонатан Вуд руководитель отдела глобальных вопросов консалтинговой компании Control Risks отметил, что всё более агрессивное использование санкций США усиливает и без того десятилетиями копившееся раздражение других стран из-за доминирования доллара, что совпадает с требованиями развивающихся рынков о новом распределении власти в мире. Министр финансов США Джанет Йеллен также признала, что использование финансовых санкций с применением доллара несёт с собой риски потери гегемонии этой валюты в мире.
Летом 2023 года о признаках дедолларизация сообщили стратеги крупнейшего банка США JPMorgan Мира Чандан и Октавия Попеску, назвав их причиной резкое повышение процентных ставок в Соединённых Штатах и санкции, вытеснившие из глобальной банковской системы Российскую Федерацию, а также замораживание большой части её золотовалютных резервов, что вызвало ответные действия со стороны государств — членов БРИКС. В итоге всё это привело к рекордному сокращению доллара в валютных резервах Центробанков по всему миру — до 58 %. Также, глава МВФ Кристалина Георгиева признала, что, несмотря на то, что не видит альтернативы доллару в ближайшей перспективе, в мире происходит постепенный отказ от американской валюты: если ранее на неё приходилось 70 % резервов, то теперь цифра несколько ниже 60 %.
Призывы к отказу от расчётов в долларах и переходу на валюты стран ШОС прозвучали на Петербургском международном экономическом форуме в июле 2023 года. Александр Ведяхин, первый заместитель предправления Сбербанка, сравнил финансовую систему с кровью экономики, а доллары — с тромбами в кровеносной системе. В 2023 году Индонезия (седьмая экономика и четвёртая страна по численности населения в мире) внедрила систему торговли в местной валюте (LCT).
В феврале 2024 г. ОАЭ осуществили первый цифровой трансграничный перевод  через платформу mBridge. Система mBridge является крупнейшим на сегодняшний день пилотным проектом трансграничной ЦВЦБ, это совместная разработка Китая, ОАЭ и Таиланда. Наибольшее влияние mBridge окажет на санкции, поскольку он создает децентрализованную блокчейн-систему (DLT), где невозможно отследить, попадают ли сделки под нарушение санкций. Проект mBridge был представлен в 2021 году центральными монетарными властями Китая, Гонконга, Таиланда и ОАЭ.

### БРИКС
8 июля 2015 года страны БРИКС в своей Уфимской декларации объявили, что «договорились поддерживать тесную связь в целях развития сотрудничества в валютной сфере в соответствии с мандатом центральных банков каждой страны, в том числе посредством валютных своп-операций, расчётов в национальной валюте и прямых инвестиций в национальной валюте». Кроме того, страны БРИКС приступили к созданию единой платёжной системы BRICS Pay (см. BRICS Development Bank)[уточнить] и обсуждали возможность введения криптовалюты, которая охватывала бы государства БРИКС и ЕАЭС; в 2023 году заявлено, что страны БРИКС могут создать новую валюту, которая будет обеспечена не только золотом, но и реальными ресурсами, в том числе землей и редкоземельными металлами.
За первое полугодие 2019 года доля американской валюты в расчётах между Россией и странами БРИКС сократилась с 79,9 до 50,4 % (на 17,45 млрд долл., по сравнению с аналогичным периодом 2018).
В августе 2023 года на саммите БРИКС лидеры стран заявили о том, что они хотят использовать национальные валюты вместо доллара, который резко укрепился в 2022 году после того, как ФРС подняла процентные ставки и начались боевые действия на Украине (это сделало долларовые долги и товары, покупаемые за эту валюту, более дорогими). Президент Бразилии Лула да Сильва призвал страны — участники форума создать общую валюту БРИКС, чтобы снизить уязвимость для колебаний курса доллара. Президент России Владимир Путин обозначил как необратимый курс на дедолларизации экономических связей между государствами БРИКС.
До 2023 года в БРИКС рассматривался вопрос введения организацией своей мировой валюты, однако Индия заявила что не поддерживает идею единой валюты БРИКС.

### Китай
24 марта 2009 года Чжоу Сяочуань, президент Народного банка Китая, призвал к «творческому реформированию существующей международной валютной системы в направлении создания международной резервной валюты», полагая, что это «значительно снизит риски будущего кризиса и расширит возможности управления кризисом». Чжоу предположил, что специальные права заимствования МВФ — корзина валют, содержащая доллар, евро, иену и фунт стерлингов, — может служить в качестве «суперсуверенной» резервной валюты, на которую нелегко влияет политика отдельных стран. Барак Обама, однако, отклонил предложение, заявив, что «доллар сейчас чрезвычайно силён».
В Китае процесс активно пошёл, когда в 2018 года Дональд Трамп развязал против страны торговую войну, в одностороннем порядке повысив тарифы на импорт товаров из Китая.
В начале 2020 года Центральный банк Китая в рамках пилотной программы ввёл в четырёх городах страны национальную криптовалюту (цифровой юань).
Июнь 2020: «Китай должен подготовиться к возможному отключению от глобальной системы расчётов SWIFT», — заявил заместитель председателя Комитета по контролю над ценными бумагами КНР Фан Синхай (поводом этому послужило введение санкций против КНР «за нарушение прав человека и фундаментальных свобод Гонконга» (пока персональных, в отношении нек. китайских чиновников, однако не исключены и более серьёзные меры — вплоть до отключения Китая от системы SWIFT) и ожидание резкого обесценивания американской валюты). Также, ещё одна цель Пекина — «интернационализация юаня», то есть замена доллара собственной валютой в международных сделках.
2022: заявлено, что Россия и Китай переходят на оплату поставок энергоресурсов в рублях и юанях, газ уже поставляется на паритетной основе в нацвалютах.
20-22 марта 2023 года В. Путин на встрече с Си Цзиньпином заявил, что Россия готова начать вести бизнес в Азии в китайской валюте (юани). Также, 30 марта было подписано бразильско-китайское соглашение об использовании Бразилией юаня для внешней торговли:
«С Бразилией подписано соглашение об оплате в юанях, что значительно облегчает нашу торговлю. Мы собираемся расширять сотрудничество в сфере продовольствия и полезных ископаемых, искать возможность экспорта товаров с высокой добавленной стоимостью из Китая в Бразилию и из Бразилии в Китай», — сказал заместитель министра торговли Китая Го Тингин.

Все больше стран переходит в торговле на юани, чтобы снизить риски, связанные с долларом, констатирует Reuters.
29 марта Франция стала первой западноевропейской страной, совершающий мировые торговые сделки в китайской валюте: французская TotalEnergies купила 65 000 тонн СПГ у китайской CNOOC, заплатив в юанях. Это большой шаг в деполяризации. В мае правительства Китая и Аргентины подписали договор о расчетах в национальных валютах при товарных сделках.

### Россия
Тренд на дедолларизацию начался в 2014 году — тогда появились риски, что Запад может отключить Россию от системы международных расчётов SWIFT и заморозить вклады страны в американские гособлигации.
В 2014 году Россия и Китай подписали соглашение, которое позволило каждой стране получить доступ к валюте другой страны без необходимости покупать её на валютном рынке; в 2017 году сделку продлили на три года. Однако, в 2018 году Китай отказался подписывать межправительственное соглашение с Россией о расчётах в нацвалютах, которое готовилось с 2014 года и которое российские чиновники считали уже практически решённым делом. Это соглашение о замене доллара национальными валютами для международных расчётов между странами было заключено только в 2019 году, при этом Москва и Пекин договорились разработать альтернативные платёжные механизмы для ведения расчётов (создаётся новый механизм расчётов, в качестве которого может выступить «шлюз между российским и китайским аналогами SWIFT»).
После нарастающего потока санкций США против России, с 2014 года процесс дедолларизации в ВЭД страны заметно ускорился.
В 2018 году Россия решила практически полностью избавиться от долларов в своих резервах. При этом Центробанк стал, сокращая долю доллара в своих резервах, увеличивать долю юаня: если в 2017 году вложения в китайскую валюту были минимальными (около 1 %), то на 2020 год они выросли до 12 %.
Россия никогда не ставила перед собой задачу уйти от доллара в качестве платежного инструмента, однако страна вынуждена себя обезопасить.президент РФ Владимир Путин, октябрь 2019
Также российский президент указал, что США пытаются использовать валюту в качестве инструмента политической борьбы и посчитал такие действия Вашингтона большой ошибкой. Он отметил, что мировые расчеты в долларах сокращаются, доверие к этой валюте падает.
Сейчас большинство расчетов страны с партнерами по ЕАЭС производятся в рублях.
Осенью 2019 крупнейшие компании нефтегазового сектора России, «Роснефть» и «НОВАТЭК», полностью исключили американскую валюту из платежей по экспортным контрактам.
На 2019 год товарооборот России со странами-партнерами в долларах сократился в сравнении с 2013 годом примерно на 12 % (с 64,2 до 52,3 %).
В первом квартале 2020 года доля доллара в товарообороте между Россией и Китаем впервые за всю историю упала ниже 50 % (в 2015 году она составляла 90 %).
В сентябре 2022 года посол Непала предложил Москве и Катманду вести расчеты в нацвалютах.
В июне 2019 года в Европейском центральном банке охарактеризовали Россию как одного из основных драйверов «дедолларизации» в 2018 году. В январе 2020 глава МИД РФ Сергей Лавров заявил, что «Россия продолжает линию на поэтапную дедолларизацию экономики», отметив, что процесс дедолларизации происходит на фоне очень агрессивного применения Соединёнными Штатами «финансовых инструментов санкционного давления» и это является «объективной реакцией на непредсказуемость экономической политики США».
В военно-техническом сотрудничестве России практически произошёл отход от расчётов в долларах; расчёты (на 2019) производятся в значительной части в национальных валютах, прежде всего в рублях.
В начале 2020-х годов произошло резкое сокращение вложений России в госдолг США (так, за несколько месяцев 2021 года объём долгосрочных облигаций сократился более чем в пять раз, а краткосрочных — на треть) (в итоге, в следующем году эти вложения были всё-таки заморожены); порядка 60 % средств из Фонда национального благосостояния хранятся в юанях во избежание риска блокировки активов.

#### С 2022 года
В феврале, в связи с военными действиями на территории Украины, Министерство финансов США заморозило активы РФ на сумму 284 миллиарда долларов или более, чем показала, что доллар более не является аполитичным и может быть оружием для изолирования любой страны. Также Россию отключили от системы SWIFT, что показало неаполитичность мировых структур и сильному на них влиянию западных стран и, что уже было с Ираном, и может случиться с Китаем в случае эскалации конфликта с ним. В апреле это привело к дефолту по внешнему долгу в долларах, поскольку Минфин США запретил пользоваться банками США для погашения долга.
23 марта 2022 года В. Путин заявил о намерении до 31 марта перевести расчеты за поставки газа в недружественные России государства (США, большинство стран Евросоюза и другие страны, поддержавшие санкционный курс США и НАТО в 2022 году) в российские рубли.
Российские компании перевели расчеты на валюты дружественных стран для борьбы с последствиями санкций. В 2022 году Минфин стал проводить рыночные операции в юанях вместо долларов; в феврале 2023 года китайский юань впервые обогнал американский доллар по месячному объёму торгов. Доля рубля и риала во взаиморасчетах между Россией и Ираном превышает (на 2022 год) 60 %.
13 октября на саммите СВМДА в Астане Президент России призвал к перезагрузке мировой системы
«Как и многие наши партнеры в Азии, считаем, что требуется запустить пересмотр принципов работы мировой финансовой системы, которая на протяжении десятилетий позволяла самопровозглашенному так называемому золотому миллиарду, замкнувшему на себе все потоки капиталов и технологий, в значительной степени жить за чужой счет», — отметил В. В. Путин.
2 ноября 2022 года был подписан договор между Пакистаном и Китаем о переводе клиринговых расчетов на юань.
9 декабря, на встрече Си Цзиньпина с Мухаммедом ибн Салманом, был поднят вопрос о торговле углеводородами в китайской валюте. На следующий день Си Цзиньпин пообещал нарастить торговлю нефтью со странами Персидского залива и начать расплачиваться в юанях.
12 декабря Индия заявила, что со следующий недели будет расплачиваться с РФ в рупиях.
Ряд вопросов был улажен. Экспортеры и импортеры начали обращаться в банки для открытия счетов (в рупиях. — Прим. ред.). Торговые расчеты с Россией по новой платежной системе ожидаются со следующей недели по некоторым поставкам, — Генеральный директор Федерации индийских экспортных организаций Аджай Сахай.
По мнению главного экономиста ЕБРР Беаты Яворчик, растущее использование юаня в торговых расчётах России после окончания военных действий на Украине и западных санкций может привести к подрыву доллара США из-за того, что данное увеличение происходит за счёт сокращения использования американской валюты.
В июне 2024 года директор латиноамериканского департамента МИД РФ Александр Щетинин сообщил о том, что Россия ведет переговоры о дедолларизация с Венесуэлой, Кубой, Никарагуа и со странами — членами БРИКС. Ранее глава МИД Сергей Лавров проинформировал о том, что Россия и Китай на 90 % завершили дедолларизация двусторонних экономических связей.

## Критика
Дедолларизация, курс на которую объявили российские власти, как считают некоторые эксперты, не станет успешной — в ближайшие десятилетия валюту США не сможет заменить ни золото, ни тем более китайский юань, американская валюта используется в расчетах практически по всем экспортным товарам, в частности, нефти. В качестве другого препятствия дедолларизации отмечается меньшая предсказуемость других национальных валют. С точки зрения министра финансов США Джанет Йеллен (11 апреля 2022), у доллара не существует конкурентов, так как он является мировой резервной валютой, и ни Китай, ни Россия не приблизились к созданию его альтернативы.